# تصوير طبي بصري إلكتروني
يعد التصوير الطبي البصري الإلكتروني طريقة لتقييم التهوية من خلال قياس خارجي لحركة سطح جدار الصدر.
يتم وضع عدد من العلامات العاكسة الصغيرة على سطح الصدر الصدري بشريط لاصق مضاد للحساسية. يقيس نظام تحليل الحركة البشرية الإحداثيات ثلاثية الأبعاد لهذه العلامات ويتم حساب الحجم المرفق عن طريق توصيل النقاط لتشكيل مثلثات.
من الممكن من خلال التصوير الطبي البصري الإلكتروني الحصول على اختلافات حجم جدار الصدر بأكمله ومقصوراته المختلفة. يمكن تصميم جدار الصدر على أنه يتألف من ثلاثة أقسام مختلفة: القفص الصدري، القفص الصدري البطني، والبطن. هذا النموذج هو الأنسب لدراسة حركية جدار الصدر في معظم الظروف، بما في ذلك التمرين. ويأخذ في الاعتبار حقيقة أن الأجزاء التي يطبقها الرئتين والحجاب الحاجز من القفص الصدري تتعرض لضغوط مختلفة إلى حد كبير على سطحها الداخلي أثناء الإلهام، وأن الحجاب الحاجز يعمل مباشرة فقط على القفص الصدري البطني، وأن تعمل العضلات الملهمة غير الغشائية إلى حد كبير على القفص الصدري. يتم تعريف تغيير حجم البطن على أنه الحجم الذي اجتاحه جدار البطن.
يمكن استخدام تخطيط التحجيم الإلكتروني البصري باتباع بروتوكولات قياس مختلفة، تم تطويرها خصيصًا لتطبيقات مختلفة وحالات تجريبية وسريرية مختلفة. في الترتيب المصمم للتحليل في وضعي الجلوس والوقوف، يتم ترتيب 89 علامة على سطح الصدر الصدري. يمكن استخدام تخطيط التحجم الإلكتروني البصري الإلكتروني أيضًا في وضعيات الاستلقاء والضعف. تم استخدام التصوير الطبي البصري الإلكتروني لدراسة حركية جدار الصدر في الأشخاص الأصحاء أثناء التمرين، المرضى الذين يعانون من مرض داء الانسداد الرئوي المزمن، المرضى الذين يعانون من اضطرابات عصبية عضلية وفي وحدة العناية المركزة.
تم الحصول على التحقق من صحة هذه الطريقة من خلال مقارنة التغيرات في حجم الرئة التي تم الحصول عليها بواسطة أجهزة قياس التدفق الحجمي وقياس التدفق ومجموع الأحجام الكلية لجدار الصدر عن طريق التصوير الطبي البصري الإلكتروني خلال المناورات المختلفة.

## تاريخ
تم تطوير هذه الطريقة في قسم الهندسة الحيوية في جامعة البوليتكنيك في ميلانو من قبل أندريا أليفيرتي والمتعاونين.